# Rajd Akropolu 1956
Rajd Akropolu 1956 (4. Rally Acropolis) – 4. edycja rajdu samochodowego Rajd Akropolu rozgrywanego w Grecji. Rozgrywany był od 26 do 29 kwietnia 1956 roku. Była to czwarta runda Rajdowych Mistrzostw Europy w roku 1956.

## Klasyfikacja rajdu
| Miejsce                      | Kierowca                     | Pilot                        | Samochód                     | Czas                         | Strata                       |                              |
| Klasyfikacja generalna i ERC | Klasyfikacja generalna i ERC | Klasyfikacja generalna i ERC | Klasyfikacja generalna i ERC | Klasyfikacja generalna i ERC | Klasyfikacja generalna i ERC | Klasyfikacja generalna i ERC |
| ---------------------------- | ---------------------------- | ---------------------------- | ---------------------------- | ---------------------------- | ---------------------------- | ---------------------------- |
| 1.                           | Walter Schock                | Rolf Moll                    | Mercedes-Benz 300 SL W198 I  | 6                            | 0.0                          |                              |
| 2.                           | Nikos Filinis                | Nikos Chrissikopoulos        | DKW                          | 36                           | +30                          |                              |
| 3.                           | René Fabre                   | Marie-Louise Redon           | Panhard Dyna Z 850           | 45                           | +39                          |                              |
| 4.                           | Johnny Pesmazoglou           | Kostas Galanis               | Chevrolet Belair             | 48                           | +42                          |                              |
| 5.                           | Paul Guiraud                 | Henri Beau                   | Peugeot 203                  | 51                           | +45                          |                              |
| 6.                           | Giorgos Termetzis            | B. Adossidou                 | Renault 4 CV                 | 1:01                         | +55                          |                              |
| 7.                           | P. Chenevoy                  | Degueurce                    | Porsche 356 1500             | 1:03                         | +57                          |                              |
| 8.                           | Dimonikos Stavrianos         | Georgios Margaritis          | Renault 4 CV                 | 1:13                         | +1:07                        |                              |
| 9.                           | Kostas Nikolopoulos          | Kostas Elipoulos             | Opel Olympia Rekord          | 1:19                         | +1:13                        |                              |
| 10.                          | Kostas Lykouris              | Ath Terzakis                 | Opel Olympia Rekord          | 1:40                         | +1:34                        |                              |